# Llantao
Llantao es una aldea que pertenece a la parroquia de Valliniello en el concejo de Avilés (Principado de Asturias). Se encuentra a 42 m s. n. m. y está situada a 3,50 km de la capital del concejo, Avilés. 

## Población
En 2020 contaba con una población de 84 habitantes (INE 2020) repartidos en 61 viviendas.